# Штайнхоф, Ханс
Ханс Штайнхоф (нем. Hans Steinhoff; 10 марта 1882, Мариенберг — 20 апреля 1945, Глиниг) — немецкий кинорежиссёр.

## Биография
Штайнхоф изучал медицину в Лейпциге, но прервал обучение, решив стать актёром. Его дебют на театральной сцене состоялся в Брауншвейге в передвижном театре «На дне». Работал театральным актёром и певцом в Мюнхене и незадолго до начала Первой мировой войны получил должность старшего режиссёра в берлинском театре «Метрополь». С 1914 года работал режиссёром в венских варьете.
В 1921 году снял свой первый фильм по рассказу Готфрида Келлера «Платье делает людей». В 1921—1933 годах поставил несколько фильмов в разных жанрах — комедии, экранизации, мелодрамы. Работал вместе со сценаристом Билли Уайлдером.
Штайнхоф симпатизировал национал-социалистам ещё до их прихода к власти и пользовался их постоянным покровительством. За свой фильм «Юный гитлеровец Квекс» (1933) по одноимённому роману Карла Алоиса Шенцингера был награждён золотым почётным знаком гитлерюгенда. Лента получила безоговорочную поддержку со стороны нацистского руководства.
В 1941 году снял пропагандистский фильм «Дядюшка Крюгер», посвящённый событиям англо-бурской войны и личности Пауля Крюгера. Фильм был удостоен Кубка Муссолини за лучший иностранный фильм на 9-м Венецианском кинофестивале 1941 года.
Со съёмок своего последнего фильма «Шива и виселичный цветок» Штайнхоф бежал из Праги в Берлин, откуда 20 апреля вылетел последним рейсом Lufthansa в Энс, но погиб вместе с пассажирами и экипажем самолёта, который был сбит советскими войсками вблизи Глинига в Бранденбурге.

## Мнения
«Человек, лишённый какого-либо таланта. Он был нацистом на все сто процентов. Но было немало и талантливых нацистов. Я бы никогда не назвал Лени Рифеншталь бесталанной... А вот о Штайнхофе я говорю, что он был идиот, — не только потому что он нацист, а потому что ещё и плохой режиссёр».
— Билли Уайлдер

«Величайший подонок столетия».
— Ханс Альберс

«Коричневее, чем Йозеф Геббельс, и чернее, чем Генрих Гиммлер».
— Отто Вильгельм Фишер

## Фильмография
| - 1921: Платье делает людей — Kleider machen Leute - 1922: Лжедмитрий — Der falsche Dimitri - 1923: Inge Larsen - 1924: Mensch gegen Mensch - 1925: Der Mann, der sich verkauft - 1925: Графиня Марица — Gräfin Mariza - 1926: Der Herr des Todes - 1926: Die Tragödie eines Verlorenen - 1926: Schwiegersöhne - 1926: Wien — Berlin - 1927: Das Frauenhaus von Rio - 1927: Die Sandgräfin - 1927: Familientag im Hause Prellstein - 1928: Angst - 1928: Das Spreewaldmädel - 1928: Ein Mädel und drei Clowns - 1929: Gestörtes Ständchen - 1929: Nachtgestalten - 1930: Jedem seine Chance - 1930: Rosenmontag - 1931: Die Faschingsfee - 1931: Kopfüber ins Glück - 1931: Die Pranke - 1931: Der wahre Jakob - 1932: Mein Leopold - 1932: Скамполо, дитя улицы — Scampolo, ein Kind der Straße | - 1933: Квекс из гитлерюгенда — Hitlerjunge Quex: Ein Film vom Opfergeist der deutschen Jugend - 1933: Keine Angst vor Liebe - 1933: Liebe muß verstanden sein - 1933: Madame ne veut pas d’enfants - 1933: Madame wünscht keine Kinder - 1933: Mutter und Kind - 1933: Un peu d’amour - 1934: Freut Euch des Lebens - 1934: Die Insel - 1934: Le Miroir aux alouettes - 1934: Lockvogel - 1934: Vers l’abîme - 1935: Der alte und der junge König - 1935: Der Ammenkönig - 1936: Eine Frau ohne Bedeutung - 1937: Ein Volksfeind - 1938: Пляска на вулкане — Tanz auf dem Vulkan - 1938: Gestern und heute - 1939: Роберт Кох, победитель смерти — Robert Koch, der Bekämpfer des Todes - 1940: Гайервалли — Die Geierwally - 1941: Дядюшка Крюгер — Ohm Krüger - 1942: Ewiger Rembrandt - 1943: Gabriele Dambrone - 1944: Мелузина — Melusine - 1945: Шива и виселичный цветок — Shiva und die Galgenblume |